# M109 (houfnice)
M109 je americká samohybná kanónová houfnice vzniklá k náhradě vozidel M44.
Objednávka vývoje byla zadána v roce 1952, první prototyp byl dokončen roku 1959 a první sériové jednotky opustily montážní haly v roce 1962. Po zavedení četných vylepšení se M109 stala nejrozšířenější samohybnou houfnicí na světě. Vozidla tohoto typu se zúčastnila vietnamského konfliktu, arabsko-izraelských válek, irácko-íránské války a války v Zálivu.
Spojené státy prodaly vozidla tohoto typu do téměř 30 zemí.
M109 může po přípravě silou překonávat vodní překážky a vystřelovat různé typy střel, včetně taktické jaderné dělostřelecké munice a laserově naváděných granátů M712 Copperhead. Dělo má šroubový závěr a nemá nabíjecí automat - nabíjí se manuálně.
V následujících letech byla modernizována lafetace děla, konstrukce věže i samotné dělo, proběhla také instalace automatického systému řízení palby a zesílení pancéřování.
Hlavní modernizací byla verze M109A6 Paladin z 90. let 20. století, která používala nový věžový systém, digitální systém řízení palby, vylepšenou houfnici M284 a upravený pohonný systém. Byla poháněna motorem 8V-71T o výkonu 450 hp. Doba zahájení palby od okamžiku zastavení vozidla se snížila na 30 sekund a kadence palby se mírně zvýšila. S nábojem typu M203/M203A1 dosáhla dostřelu až 30 km. Od verze M109A6 byl také standardizován granát s prodlouženým dostřelem a GPS naváděním M982 Excalibur.
Od roku 2013 se vyrábí verze M109A7, s novým podvozkem s komponenty unifikovanými s bojovým vozidlem pěchoty M2 Bradley a zesíleným pancéřováním. Byl použit motor VTA903T o výkonu 600–675 k. Modernizováno bylo i vybavení věže. S houfnicí spolupracují muniční vozidla M992A3 založená na stejném podvozku.
K roku 1979 bylo vyrobeno přes 4000 samohybných houfnic M109.
V USA bylo rozhodnuto, že po M109A7 armáda přejde na novou platformu. Nebude vyvíjena zcela nová, ale výběr proběhne z již existujících typů. Mezi favority patří švédský Archer a RCH 155 na platformě Boxer.

## Varianty
- M109A1 - šestičlenná posádka, dělo M126 ráže 155 mm
- M109A2 / A3 - dělo M185
- M109A3 GE A1 - německá licenční výroba M109A3
- M109A4 - dělo M185
- M109A5 - dělo M284
- M109A6 Paladin - čtyřčlenná posádka
- K55 / K55A1 - licenční jihorejská verze
- M109L - varianta modifikovaná italskou firmou OTO Melara. Korba odpovídá verzi M109A3, výzbroj je tvořena dělem o délce hlavně L/39, které může užívat munici shodnou s taženou houfnicí FH-70 dosahující dostřelu  24 000 nebo, při použití střel s pomocným raketovým motorem, až 30 000 m.[8]
- M109A7 - nejnovější verze

## Služba
Bojově byly nasazeny také za ruské invaze na Ukrajinu z února 2022 na straně ukrajinské armády. Houfnice byly darovány Ukrajině několika spřátelenými státy: Norsko darovalo 23 kusů verze M109A3GN, Lotyšsko 6 kusů verze M109A5Ö, Itálie 100+ kusů verze M109L, Velká Británie 20 kusů verze M109A4BE a Spojené státy americké 18 kusů verze M109A6. Dle nezávislého webu Oryx ztratila Ukrajina k červnu 2025 dle volně dostupné fotodokumentace nejméně 76 M109 všech verzí a dalších 16 bylo poškozeno.

## Uživatelé

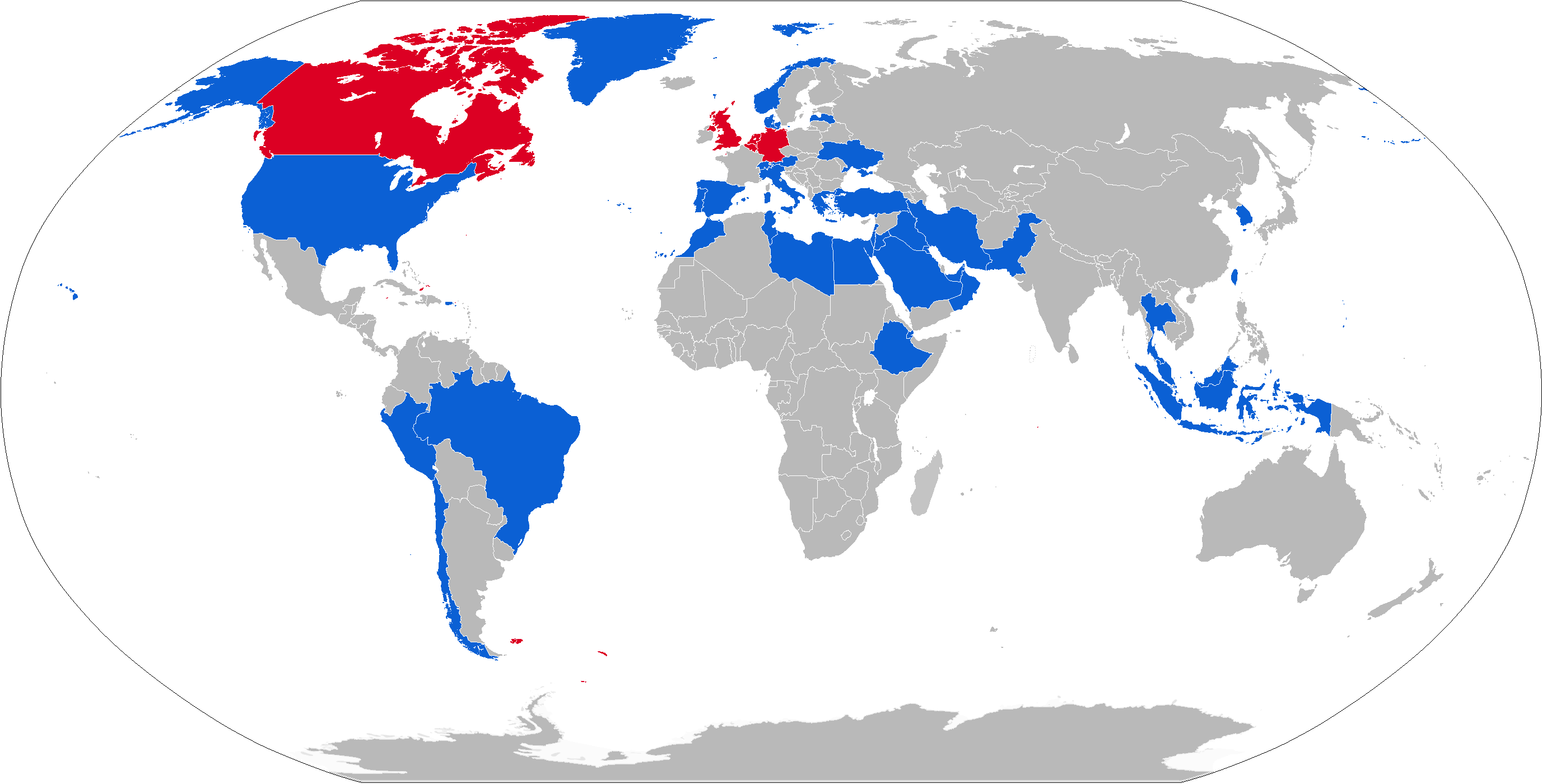
Přehled uživatelů: modře současní, červeně bývalí

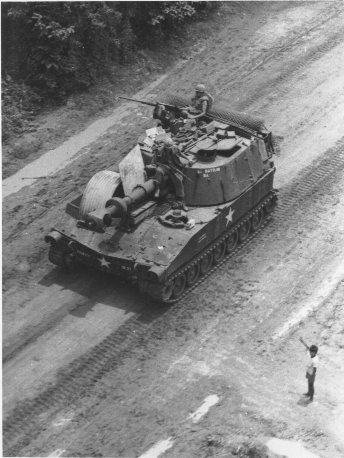
Houfnice M109 US Army ve Vietnamu

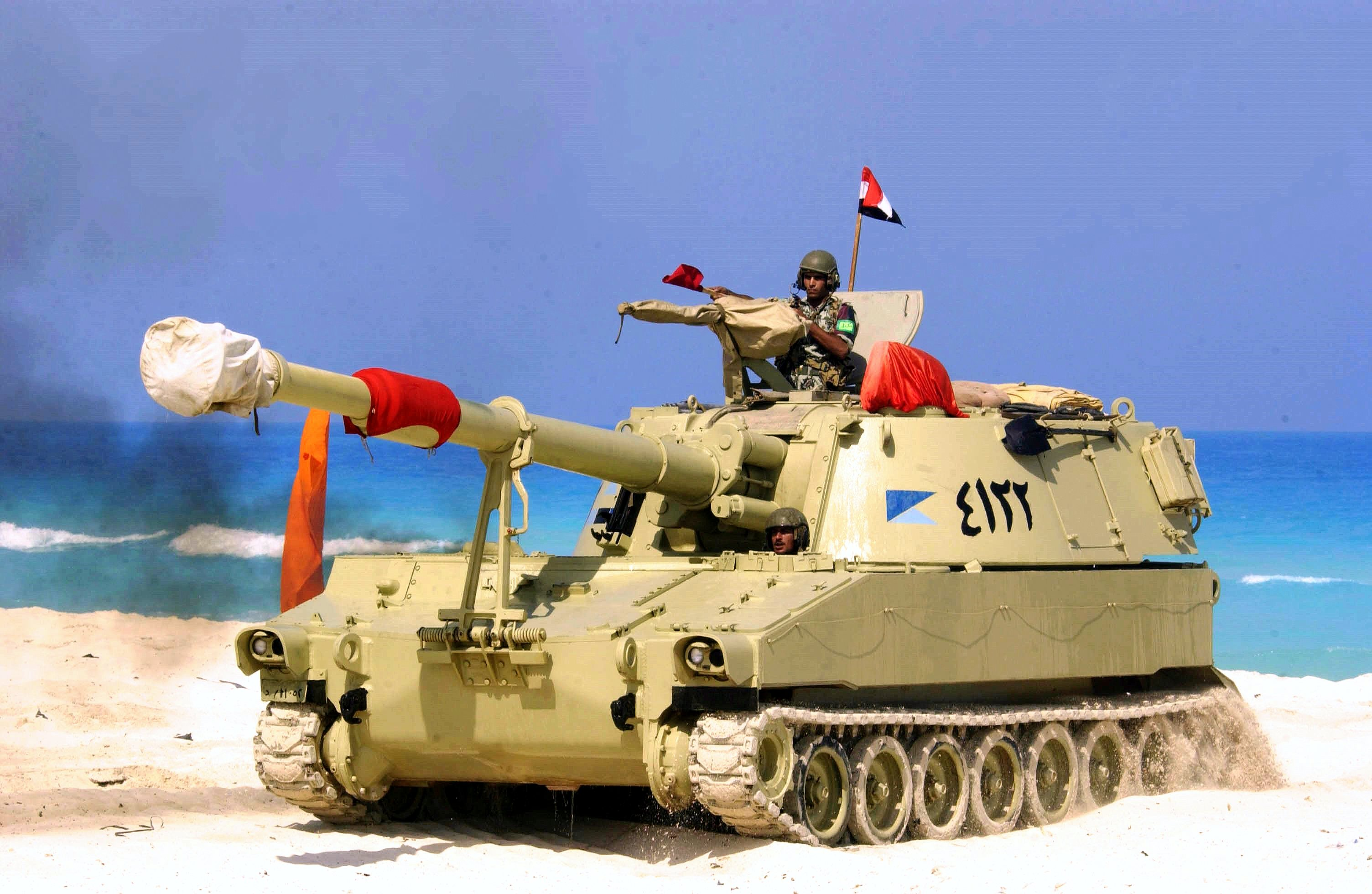
Egyptská M109

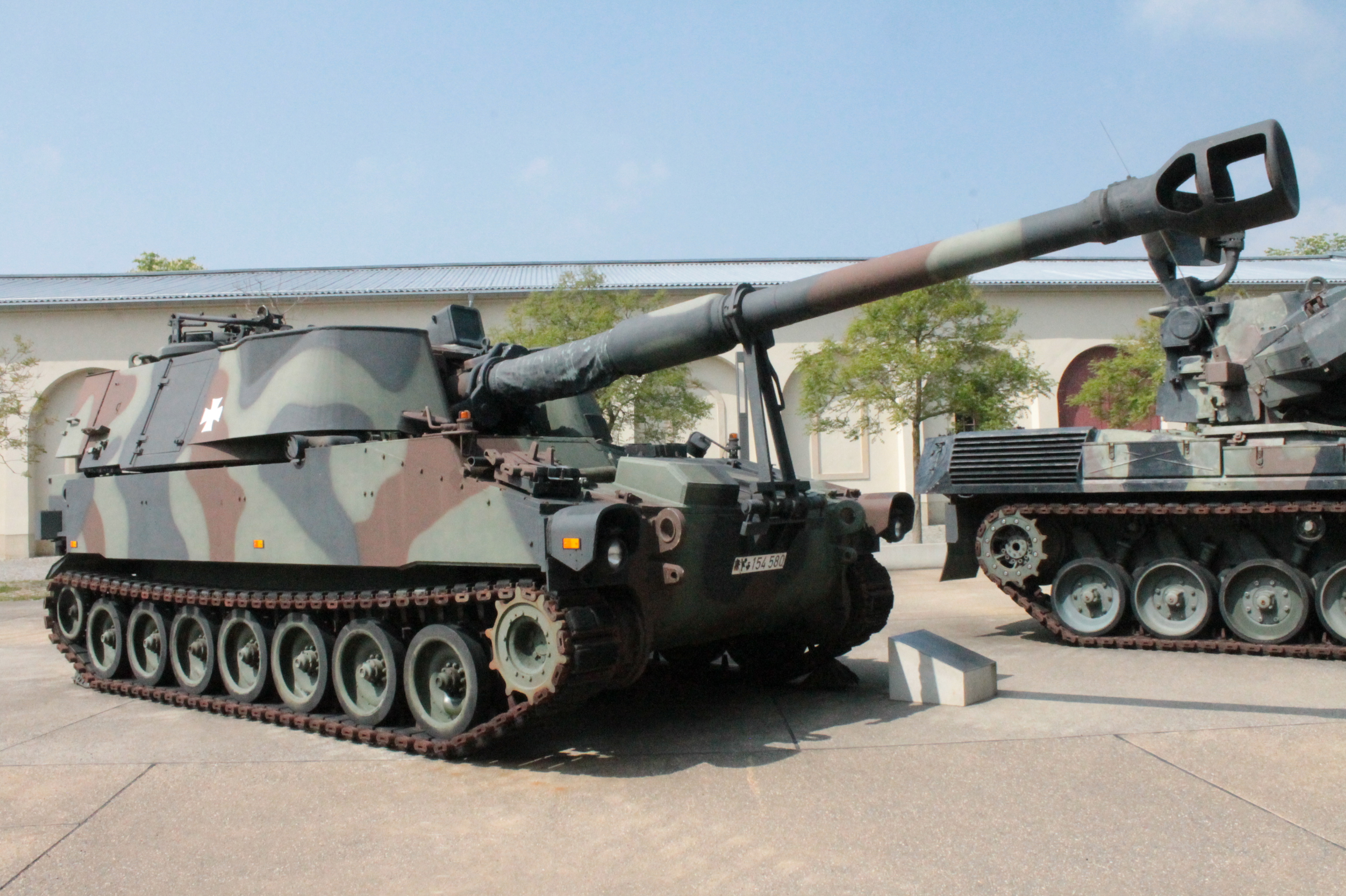
M109A3

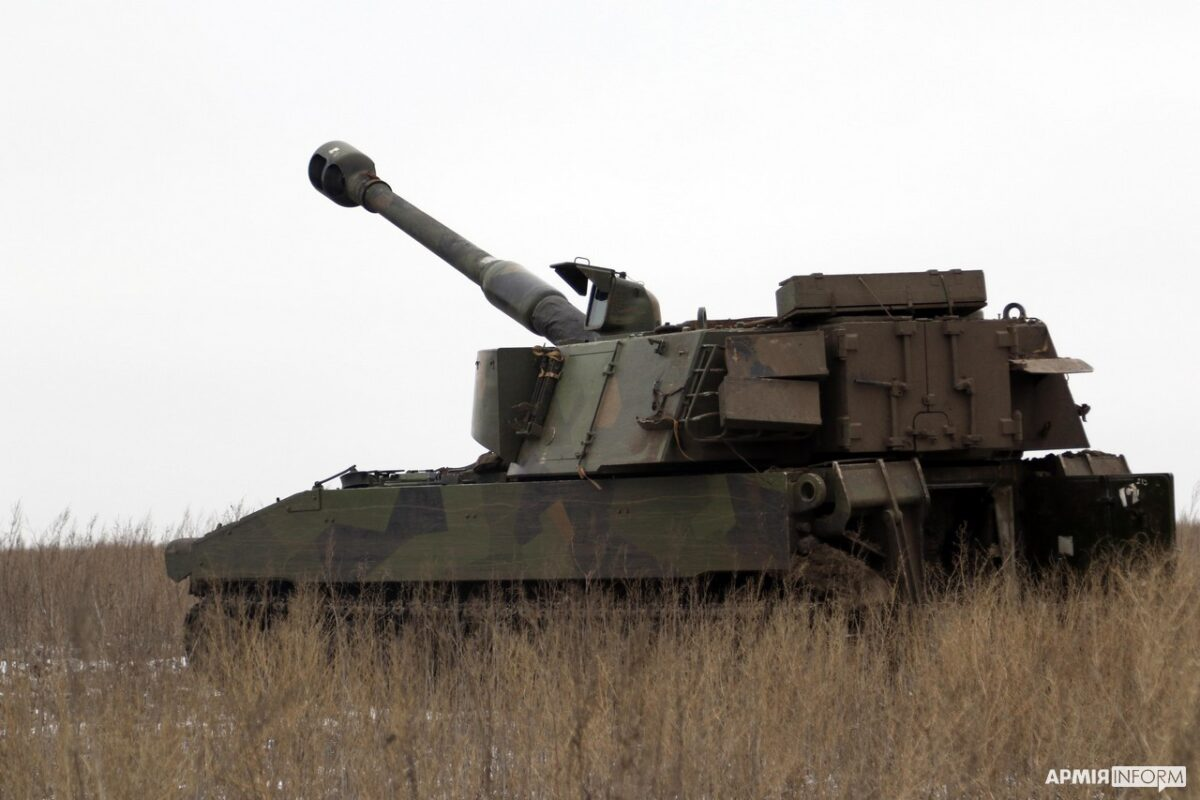
M109A3GN pozemního vojska Ukrajiny

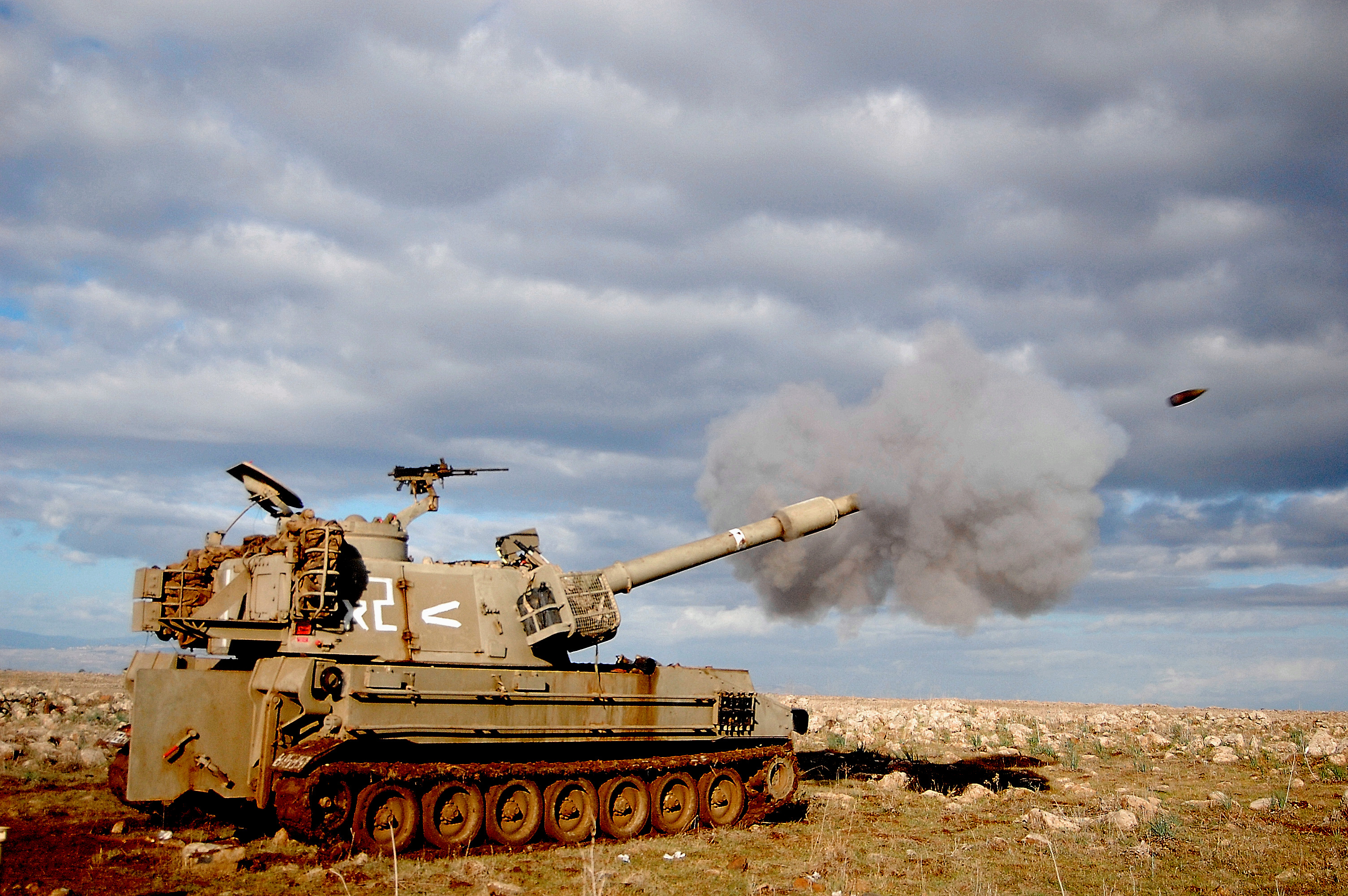
M109 Izraelských obranných sil

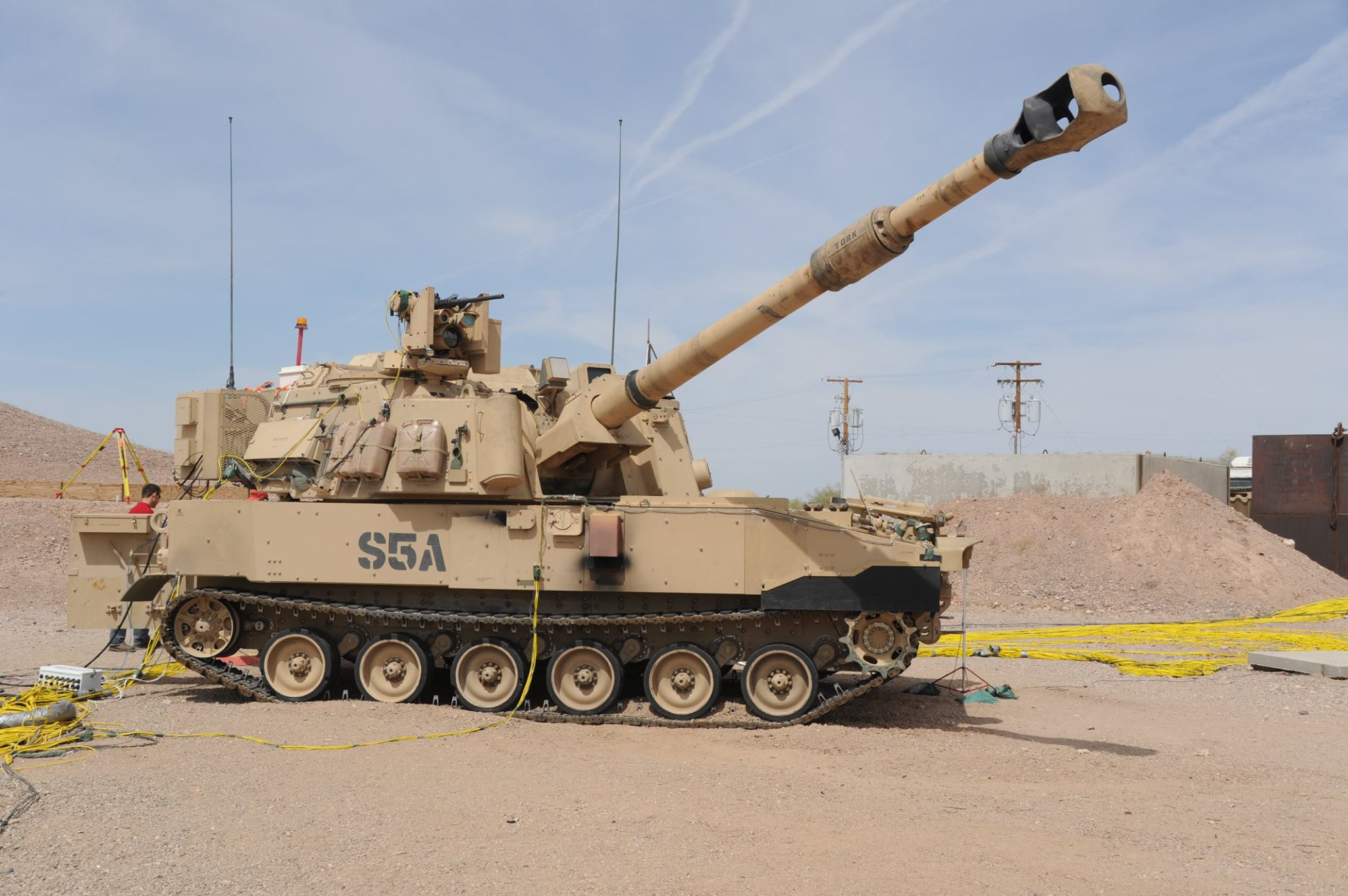
Testy M109A7

M109
- Libye

M109A
- Etiopie
- Írán
- Kuvajt
- Maroko
- Omán
- Peru
- Řecko
- Spojené arabské emiráty
- Švýcarsko

M109A2/A3
- Belgie (dříve)
- Brazílie
- Dánsko
- Egypt
- Itálie
- Jordánsko
- Maroko
- Německo (dříve)
- Nizozemsko
- Norsko
- Pákistán
- Portugalsko
- Řecko
- Saúdská Arábie
- Spojené království (dříve)
- Španělsko
- Tunisko
- Ukrajina[11]

M109A2/A5
- Čínská republika
- Rakousko

M109A4
- Belgie (dříve)
- Indonésie
- Kanada (dříve)
- Maroko
- Ukrajina[12]

M109A5
- Brazílie
- Egypt
- Irák
- Izrael
- Chile
- Lotyšsko[13]
- Maroko
- Portugalsko
- Saúdská Arábie
- Španělsko
- Thajsko
- Ukrajina[14]

K55/K55A1
- Jižní Korea

M109L
- Itálie
- Ukrajina[15]

M109A6 Paladin
- Saúdská Arábie
- Spojené státy americké
- Ukrajina[16]

M109A7
- Spojené státy americké